# Лик (сын Пандиона)
Лик (сын Пандиона, др.-греч. Λύκος «волк»)  — персонаж древнегреческой мифологии. Сын царя Пандиона и Пилии. При разделе владений между сыновьями Пандиона получил Эвбею. Изгнан из Афин Эгеем.
Прибыл в Арену (Мессения) и научил Афарея, его детей и жену таинствам Великих богинь Деметры и Персефоны. По-новому обустроил таинства Деметры и Персефоны в Андании (Мессения). Пророчествовал, предсказал Мессенские войны и последующее освобождение Мессении.
Лик, убегая от Эгея, пришёл к термилам (которые ранее назывались милиями и солимами). Сарпедон уделил ему часть своего царства, и от него они стали называться ликийцами. По его имени названа Ликия.
Его потомки — Ликомиды. Род из Аттики, его священный участок. Из этого рода происходил Фемистокл. Изображения Лика были в домах афинян.
От него получил название Ликей — гимнасий возле храма Аполлона Ликейского в древних Афинах.